# Carlos Soublette
Pour les articles homonymes, voir Soublette.
Carlos Soublette est un homme d'État vénézuélien,  né à La Guaira (La Guaira) le 15 décembre 1789 et mort à Caracas le 11 mai 1870. Il est président du Venezuela de 1837 à 1839 puis de 1843 à 1847 et héros de la guerre d'indépendance du Venezuela.
Il est enterré au Panthéon national du Venezuela.